# Agramer Mumienbinde

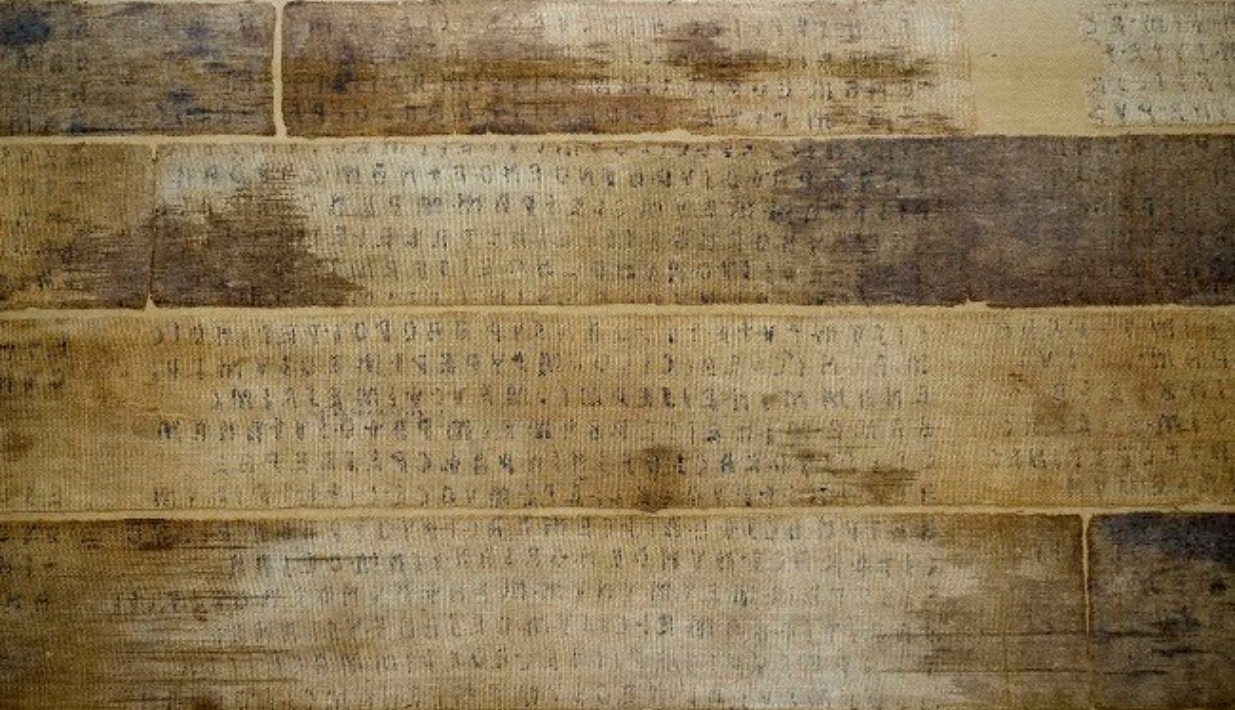
Agramer Mumienbinde

Agramer Mumienbinde(n) oder Zagreber Mumienbinden (lat.: Liber Linteus Zagrabiensis) wird ein altes Leinenbuch genannt, das in etruskischer Sprache und Schrift abgefasst ist und im Archäologischen Museum Zagreb (früher: Agram) aufbewahrt wird. Es handelt sich um den längsten etruskischen Text, der heute bekannt ist.

## Das Buch
Der 3,40 Meter lange Leinenstreifen wurde konserviert, weil er als Mumienbandage wiederverwendet wurde. Der Leinenstreifen ist in 12 Kolumnen von 24 Zentimeter Breite beschriftet und war vermutlich leporelloartig so gefaltet, dass jede Kolumne eine Seite bildete. Der um 250–100 v. Chr. geschriebene Text ist nur teilweise verständlich und beschreibt ein religiöses Ritual. Für die Bandage der Mumie wurde das Leinenbuch in acht Streifen zerrissen. Die zwölf Spalten des Textes umfassen ca. 230 Zeilen und etwa 1200 lesbare Wörter, davon 50 verschiedene Ausdrücke. Sie sind in roter und schwarzer Tinte geschrieben. Die zahlreichen Wiederholungen erklärt man aus dem rituellen Charakter des Textes. Der Text ist weitgehend unübersetzt. Nur wenige Worte werden verstanden, aus denen sich der rituelle Charakter des Textes ergibt. Die Agramer Mumienbinde wurde auch als ritueller Kalender bezeichnet, der für jeden Tag die Zeremonien beschreibt, die den jeweiligen Göttern geweiht waren. Ähnliche etruskische Kalender sind in lateinischer Übersetzung bekannt. Heute befinden sich nurmehr fünf der Streifen der zerrissenen Schriftbinde im Archäologischen Museum Zagreb. Der Anfang des Textes gilt als verloren. Das Ende scheint hingegen sicher erhalten, da der letzte Streifen mit einer weißen Fläche endet. Einige Passagen scheinen hymnusartig, etwa: ceia hia in Kolumne 7, ebenso Variationen der Passage šacnicleri cilθl špureri meθlumeri enaš.

## Ursprung
Lokale Götternamen im Text legen nahe, dass als Herstellungsort ein schmales Areal in der Südtoskana in der Nähe des Trasimenischen Sees in Frage kommt, wo sich die ehemals etruskischen Städte Arezzo, Perugia, Chiusi und Cortona befinden. Das Datum des Textes wurde durch Stilvergleiche mit anderen etruskischen Denkmälern auf frühestens 250 v. Chr. bestimmt.

## Fund- und Forschungsgeschichte
Die weibliche ägyptische Mumie aus dem Alexandria ptolemäischer Zeit wurde von Michael von Barich (1792–1859) in Ägypten um 1849 erworben, als Souvenir nach Wien gebracht und nach seinem Tod 1859 durch seinen Bruder 1867 dem Agramer Museum vermacht. Im selben Jahr schrieb der deutsche Ägyptologe Heinrich Brugsch den Text ab, den er für ägyptische Hieroglyphen hielt. 1877 erkannte er gemeinsam mit Richard Burton, dass es offenbar ein philologisch wichtiger Text ist, der in einer anderen Sprache verfasst worden war. Er hielt ihn nun für eine Übertragung des ägyptischen Totenbuchs in arabische Schrift. 1891 wurden die Binden in Wien von dem Ägyptologen Jakob Krall untersucht. Er hielt den Text für entweder in koptischer, libyscher oder karischer Schrift verfasst. Er war jedoch der Erste, der erkannte, dass die Sprache Etruskisch war, und setzte die Streifen richtig zusammen.